# Gaben des Heiligen Geistes
Als Gaben des Heiligen Geistes werden im Christentum besondere, vom Heiligen Geist verliehene Begabungen bezeichnet. Gleichbedeutende Begriffe sind Charismata oder umgangssprachlich auch Charismen (Singular Charisma, [ˈçarɪsma, çaˈrɪsma, ˈkarɪsma oder kaˈrɪsma], von altgriechisch χάρισμα chárisma, deutsch ‚Gnadengeschenk‘, ‚Gnadengabe‘, ‚aus Wohlwollen gespendete Gabe‘, von altgriechisch χάρις charis, deutsch ‚Gnade‘).

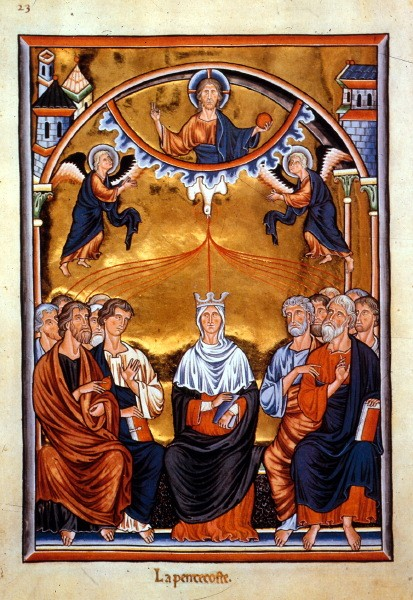
Ausgießung des Heiligen Geistes, Illumination aus dem Ingeborg-Psalter (um 1200)

## Bibelstellen zu den Geistesgaben

### Altes Testament
- Der alttestamentliche Prophet Jesaja hat sechs Wesenszüge des heiligen Geistes vorausgesagt: „Doch aus dem Baumstumpf Isais wächst ein Reis hervor, ein junger Trieb aus seinen Wurzeln bringt Frucht. Der Geist des Herrn lässt sich nieder auf ihm: der Geist der Weisheit und der Einsicht, der Geist des Rates und der Stärke, der Geist der Erkenntnis und der Gottesfurcht.“ (Jes 11,1–2 EU)
Zu Jesaja vergleiche folgende Reihenfolge: „Anfang der Weisheit ist die Gottesfurcht […]“ (Spr 9,10 EU), „Ich erkannte aber, dass ich die Weisheit nur als Geschenk Gottes erhalten könne […] Daher wandte ich mich an den Herrn […]“ (Weish 8,20–21 EU), „Fehlt es aber einem von euch an Weisheit, dann soll er sie von Gott erbitten […]“ (Jak 1,5 EU)
- Gabe der Prophetie (1 Sam 10,11 EU)
- Gabe, Wunder zu tun (1 Kön 17,16 EU)
- Gabe der Weisheit (1 Kön 3,5–28 EU)
- Gabe des Glaubens und des Gebets (Dan 3,17 EU und Dan 6,11–23 EU)

### Neues Testament
Es gibt im Neuen Testament mehrere unterschiedliche Listen der Gaben des Heiligen Geistes, und zwar in Röm 12,6–8 , 1 Kor 12,8–10 , 1 Kor 12,28–31 , Eph 4,7  und 4,11f. , 1 Petr 4,10–11 . Zu den Gaben des Heiligen Geistes zählen laut 1 Kor 12,8–10 :
- Mitteilung von Weisheit
- Vermittlung von Erkenntnis
- Glaubenskraft
- Krankheiten heilen
- Wunderkräfte
- Prophetisches Reden
- Unterscheidung der Geister
- Zungenrede und deren Deutung

Beim Gebrauch der verschiedensten Geistesgaben betont der Apostel Paulus die Unentbehrlichkeit der Liebe (Agape; 1 Kor 13,1–3 ). Als besonders erstrebenswert beschreibt er im folgenden Kapitel die Gabe der Prophetie:

„Jagt der Liebe nach! Strebt aber auch nach den Geistesgaben, vor allem nach der prophetischen Rede!“

## Geistesgaben in Theologie und Hymnen des Mittelalters

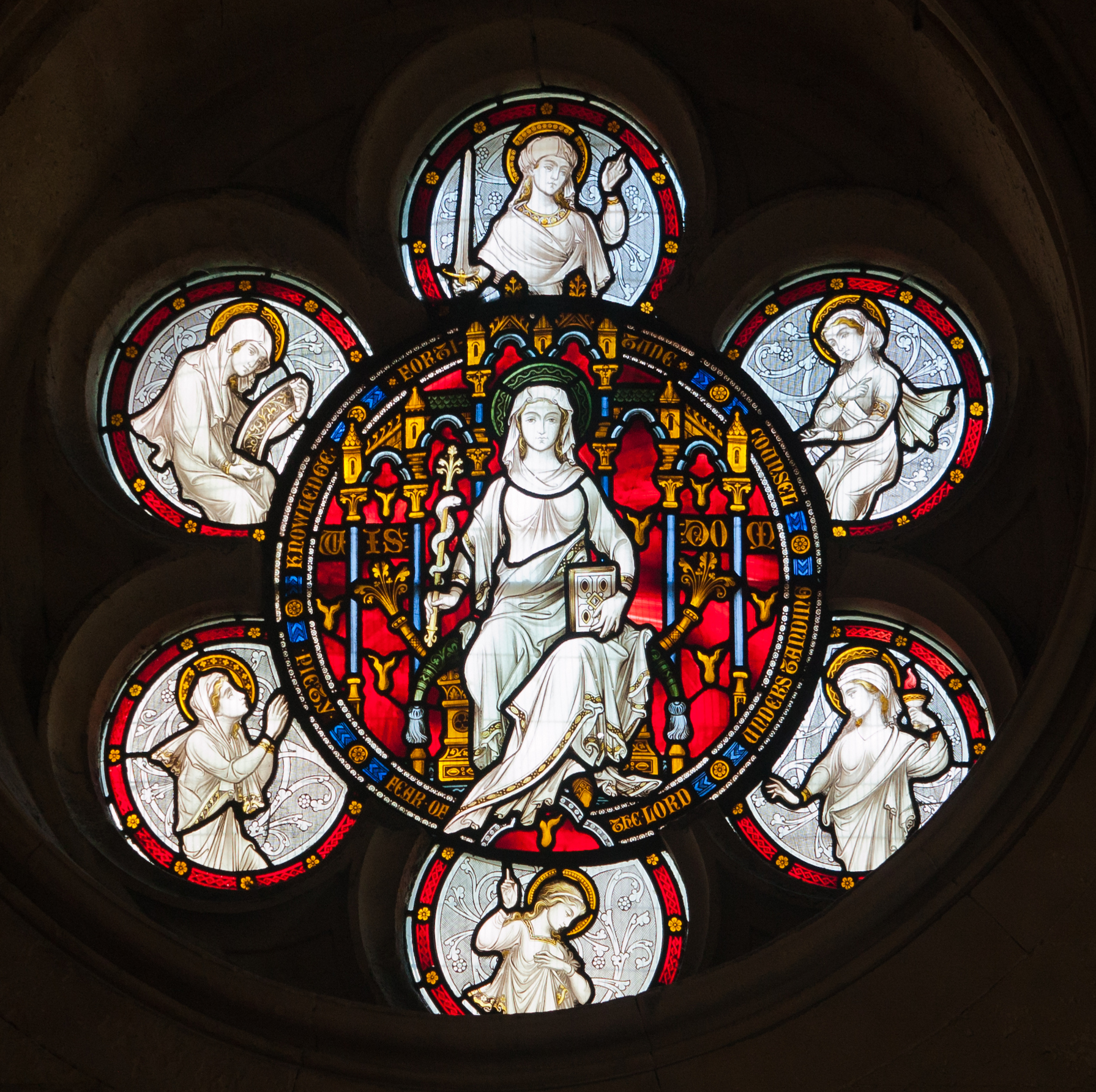
Glasmalerei der Dreifaltigkeitskathedrale in Dublin, die die sieben Gaben des Heiligen Geistes mit der Weisheit im Mittelpunkt nach darstellt. Ausgeführt von Hardman & Co. in London in den 1870er-Jahren.

### Hymnus nach Rabanus Maurus im 9. Jahrhundert
Die Gaben des Heiligen Geistes werden im von Rabanus Maurus überlieferten Pfingsthymnus Veni, creator spiritus als „septiformis“ bezeichnet (der folgende Text entspricht dem nach Dreves und Blume vermuteten Original):
Tu septiformis munere,

dextrae Dei tu digitus,

tu rite promisso Patris

sermone ditans guttura.
Deutsch:
O Schatz, der siebenfältig ziert,

o Finger Gottes, der uns führt,

Geschenk, vom Vater zugesagt,

du, der die Zungen reden macht.

### Hymnus nach Stephen Langton von Canterbury aus dem 13. Jahrhundert
Von der Siebenfaltigkeit der Geistesgaben singt auch Stephen Langton von Canterbury im letzten Abschnitt seiner Pfingstsequenz Veni, Sancte spiritus:
da tuis fidelibus

in te confidentibus

sacrum septenarium.

da virtutis meritum,

da salutis exitum,

da perenne gaudium.
Deutsch:
Heil’ger Geist, wir bitten dich,

gib uns allen gnädiglich

Deiner Gaben Siebenzahl.

Spende uns der Tugend Lohn,

lass uns stehn an deinem Thron,

uns erfreun im Himmelssaal.

### Johannes Bonaventura 1267
Im Jahre 1267 veröffentlichte der Kirchenlehrer Johannes Bonaventura sein Werk Über die sieben Gaben des Heiligen Geistes (Collationes de septem donis Spiritus sancti), das sich auf die weitere Lehrentwicklung der Kirche und auf die franziskanische Spiritualität auswirkte.

### Heinrich Kaufringer im 15. Jahrhundert
Heinrich Kaufringer schuf im 15. Jahrhundert ein deutsches geistliches Gedicht, in dem er den sieben Gaben des Heiligen Geistes die sieben Todsünden gegenüberstellte: Von den sieben Todsünden und den sieben Gaben des Heiligen Geistes.

## Römisch-katholische Kirche
In der katholischen Tradition unterschied man später, im Katechismus der Katholischen Kirche Nr. 1831, folgende sieben Gaben des Heiligen Geistes, durch die das Wirken des Heiligen Geistes bei den Menschen zum Ausdruck gebracht wird:
- Weisheit
- Verstand/Einsicht
- Rat
- Stärke
- Erkenntnis/(heilige) Wissenschaft
- Frömmigkeit
- Gottesfurcht

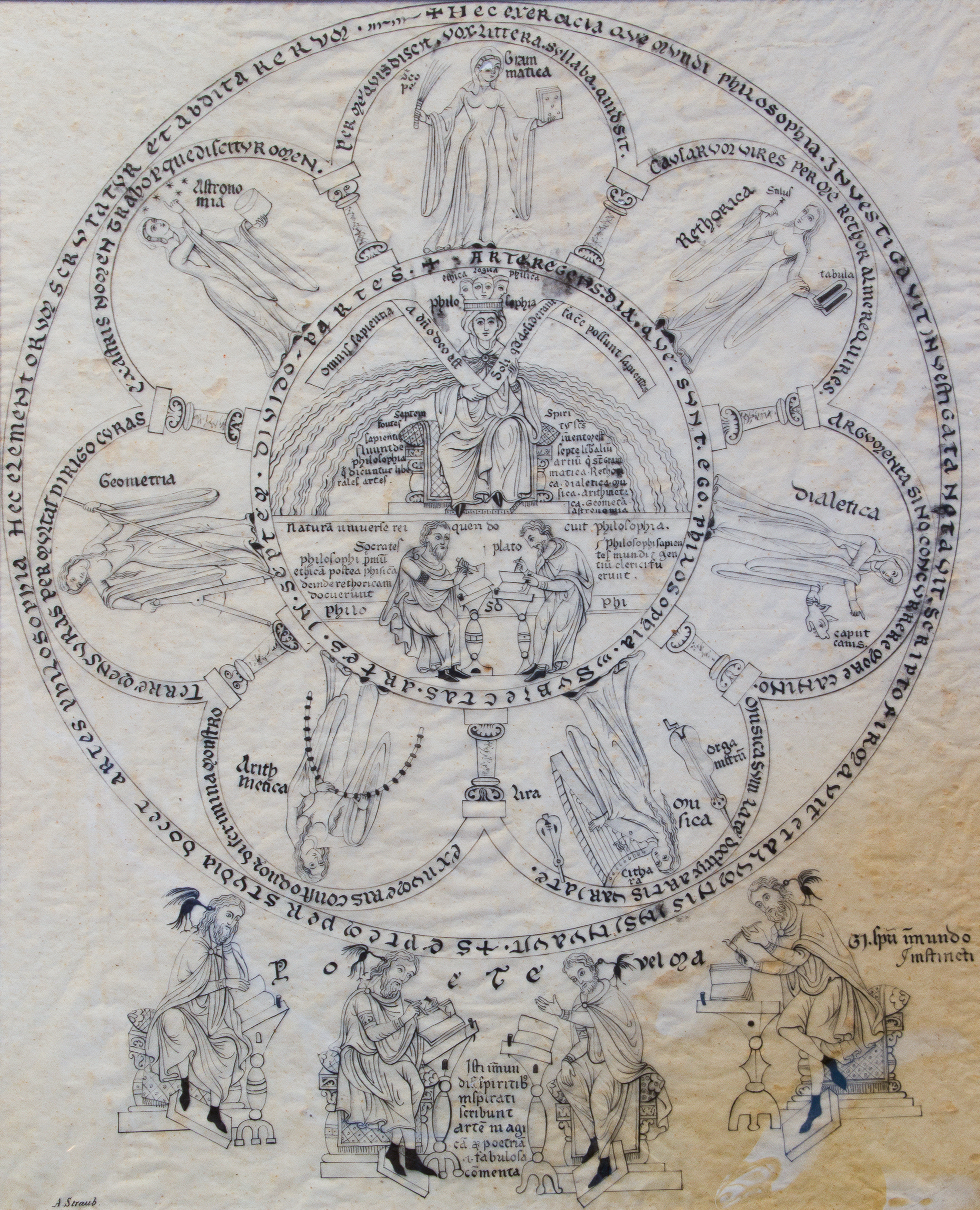
Hortus Deliciarum – der Heilige Geist als Erfinder der Sieben Freien Künste (Original um 1180, Reproduktion vor 1871)

Diese Reihung ist aus Jesaja 11,2–3  abgeleitet. Während hier im hebräischen Urtext nur von sechs Gaben die Rede ist (vgl. oben), kam in der griechischen Übersetzung der Septuaginta und der lateinischen Übersetzung der Vulgata noch eine siebte Gabe hinzu: Im Hebräischen erscheint der Begriff „Gottesfurcht“ nämlich noch einmal im folgenden Vers: Jesaja 11,3 , während die beiden genannten Übersetzungen an diesen Stellen zwei verschiedene Wörter, eines für „Frömmigkeit“ und eines für „Gottesfurcht“, verwenden. So kam man auf die Siebenzahl, die in symbolischem Zusammenhang steht mit den Kardinaltugenden und den göttlichen Tugenden (Glaube, Hoffnung, Liebe, Klugheit, Gerechtigkeit, Tapferkeit und Mäßigung) und den von Papst Gregor dem Großen zusammengestellten sieben Todsünden (Stolz, Geiz, Wollust, Neid, Völlerei, Zorn, Trägheit) sowie den sieben Sakramenten (Taufe, Firmung, Eucharistie, Bußsakrament, Ehe, Priesterweihe, Krankensalbung).
Auch zwischen den Sieben Freien Künsten (Grammatik, Rhetorik, Dialektik, Arithmetik, Geometrie, Musik, Astronomie) und dem Heiligen Geist als „inventor“ (deutsch: „Erfinder, Begründer, Urheber“) besteht ein Bezug, den man z. B. in einer um 1180 entstandenen Abbildung der Enzyklopädie Hortus Deliciarum der Äbtissin Herrad von Landsberg (gest. 1195) erkennen kann.

## Evangelische Tradition und Sichtweise

### Martin Luther
Martin Luther formulierte in seinem Kleinen Katechismus von 1529 folgendermaßen: „Der Heilige Geist hat mich durch das Evangelium berufen und mit seinen Gaben erleuchtet“. Martin Luther übertrug für sein Wittenberger Gesangbuch von 1524 den lateinischen Hymnus von Rabanus Maurus in die deutsche Sprache und hielt dabei an der vorgegebenen „Siebenfaltigkeit“ der Geistesgaben fest, was im deutschen Evangelischen Gesangbuch von 1996 als Kirchenlied begegnet.
In Anlehnung an Martin Luther formulierten die Theologen der lutherischen Orthodoxie des 17. Jahrhunderts eine Pneumatologie, wobei die Gaben des Heiligen Geistes vielfach entfaltet und bedacht werden. Johann Conrad Dannhauer (Straßburg, 1649) und Johann Andreas Quenstedt (Wittenberg, 1685) beschreiben dabei die Geistesgaben als siebenstufige Funktionen des Heiligen Geistes:
- Berufung: der Heilige Geist ruft und beruft den Menschen in das Reich Gottes (vocatio)
- Wiedergeburt: als Kinder der Welt wird man natürlich geboren, der Heilige Geist lässt einen von neuem geistlich geboren werden als Kind Gottes (regeneratio)
- Bekehrung: der Heilige Geist kehrt uns göttlichen Mächten zu und führt uns zu Gott und seinem Reich (conversio)
- Rechtfertigung: der Heilige Geist sorgt dafür, dass Gott den konkreten Menschen ganz und gar bejaht, obwohl er im Kern seines Wesens ein Sünder ist (iustificatio)
- Buße: der Heilige Geist macht es möglich, dass ein Mensch sich vom Bösen abwendet und zugleich sich Gott zuwendet (poenitentia)
- Vereinigung mit Gott: der Heilige Geist sorgt dafür, dass ein Mensch sich mit der neuen Welt Gottes verbinden kann (unio mystica, geheimnisvolle Vereinigung: „als Rebe in den Weinstock Christi eingepflanzt werden“)
- Heiligung: der Mensch bekommt vom Heiligen Geist die Kraft, vielfältige Früchte des Geistes wachsen zu lassen, er wird im Kern seines Menschseins erneuert (renovatio).

Damit kehrte auch in die evangelische Kirche durch die denkerische Arbeit der lutherischen Hochorthodoxie – hundert Jahre nach der Reformation – ein siebenteiliges Schema wieder ein, das als differenzierter geistlicher Weg beschrieben ist. Die Gaben des Geistes werden – in dieser Systematik – als ein dynamischer, spiritueller Prozess verstanden.

### 19. Jahrhundert
Friedrich Schleiermacher unterscheidet in seiner Glaubenslehre keine einzelnen und bestimmten Gaben des Heiligen Geistes, sondern geht davon aus, dass der Heilige Geist insgesamt in einem Menschen Wohnung nimmt:

„Jeder Wiedergeborne ist des Heiligen Geistes teilhaftig, so daß es keine Lebensgemeinschaft mit Christo gibt ohne Einwohnung des Heiligen Geistes und umgekehret.“

### 20. Jahrhundert
Gerhard Ebeling bleibt in seiner Dogmatik des christlichen Glaubens formal auf der Linie Schleiermachers, indem er die Aufzählung verschiedener geistlicher Gaben bewusst vermeidet und diese Lehre fokussiert:

„Die primäre Gabe des heiligen Geistes […] ist nicht diese oder jene von ihm zu unterscheidende Gabe, sondern der Heilige Geist selbst und damit die Gegenwart Gottes beim Menschen. Die primäre Gabe des heiligen Geistes ist also die Gegenwart des Gebers aller Gaben, die Partizipation an Gott selbst.“

Wilfried Joest geht in seiner Dogmatik ausführlich auf die Gaben des Heiligen Geistes ein und fragt: „Sind unserem kirchlichen Leben solche außerordentlichen Wirkungen auch darum so fremd geworden, weil es zu bürgerlich geworden, zu sehr der Normalität des Weltlaufs angepasst, zu wenig von österlicher Freude und Hoffnung erfüllt ist?“
Die Geistliche Gemeindeerneuerung in der Evangelischen Kirche in Deutschland greift gemäß dem „Sola-Scriptura-Prinzip“ (allein die Schrift ist Maßstab für Protestanten) auf die Gabenlisten des Neuen Testaments und die Aussagen, wonach Christen nach den Gaben des Heiligen Geistes streben sollen, zurück und lehrt davon in Seminaren und Büchern.

## Charismatische Bewegungen
Die Pfingstbewegung und die charismatische Bewegung gehen (in Anlehnung an die Briefe des Apostels Paulus im Neuen Testament) davon aus, dass jeder Christ Gaben des Heiligen Geistes hat. Die Gaben des Geistes sind mehr als natürliche Begabungen, sie sind ihnen aber nicht entgegengesetzt. Durch die Geistesgaben soll die Gemeinde (der Leib Jesu Christi) erbaut werden.

„So auch ihr: da ihr euch bemüht um die Gaben des Geistes, so trachtet danach, dass ihr die Gemeinde erbaut und alles reichlich habt.“

In der charismatischen Bewegung werden üblicherweise die folgenden Gaben zu den Gaben des Heiligen Geistes gezählt:
- Prophetie/Weissagung (Röm 12,6 EU, 1 Kor 12,28 EU)
- Zungenrede (1 Kor 12,10 EU; 12,28 EU)
- Auslegung der Zungenrede (1 Kor 12,10 EU)
- Krankenheilung (1 Kor 12,9 EU; 12,28 EU)
- Wundertaten (1 Kor 12,10 EU; 12,28 EU)
- Weisheit/Erkenntnis (1 Kor 12,8 EU)
- Unterscheidung der Geister (1 Kor 12,10 EU)
- Lehren/Predigt (Röm 12,7 EU, 1 Kor 12,28 EU)
- (Gemeinde-)Leitung (Röm 12,8 EU, 1 Kor 12,28 EU)
- Hirtendienst/Seelsorge
- Evangelisation
- Gebet
- Ermahnung (Röm 12,8 EU)

## Weitere Gaben des Geistes
Auch die folgenden Gaben werden manchmal ebenfalls zu den Gaben des Heiligen Geistes gezählt:
- Dienen (Diakonie)
- Geben
- Barmherzigkeit
- Glaube
- Leidensbereitschaft
- Keuschheit
- Ehelosigkeit
- Freiwillige Armut
- Gastfreundschaft
- Dämonenaustreibung
- Apostelamt
- Handwerk
- Musik
- Mission
- Kreativität